# Pasajes de un sueño
"Pasajes de un sueño", publicado el 2 de enero de 2000, es el título del segundo álbum grabado en estudio en solitario de la cantante Ana Torroja, después de Puntos cardinales.
En el disco, producto de la colaboración de Ana con el productor neoyorquino-brasileño Arto Lindsay y el venezolano Andrés Levin, predominan las canciones lentas, baladas y medio-tiempos con sabor a cumbia, merengue y son cubano, transmitiendo un carácter cosmopolita y con ritmos latinos, un cambio de estilo respecto a su etapa en Mecano.
El álbum fue grabado en los estudios Majic Shop, Fun Machine y Kampo de Nueva York por Pat Dillet, Andrés Levin y Kenji Shimoda, con los asistentes Caleb Lambert y Andy Jusuf. Fue mezclado en los estudios Westvlking por Bruce Swedien asistido por Ashih Manchanda y masterizado por Ted Jensen en Sterling Sound.

## Lista de canciones
- Edición estándar:

| N.º | Título                                  | Escritor(es)                       | Duración |  |
| 1.  | «Al sur»                                | J.C. Parada y A. Torroja           | 4:00     |  |
| 2.  | «Jugando al escondite»                  | A. Torroja, A. Levin y A. Lindsay  | 4:30     |  |
| 3.  | «Ya no te quiero»                       | Nacho Béjar                        | 4:40     |  |
| 4.  | «Bésame»                                | A. Torroja, V. Canturia y A. Levin | 4:12     |  |
| 5.  | «Diosa del cobre»                       | Pavel Urquiza                      | 4:09     |  |
| 6.  | «Cuando no estás»                       | A. Torroja, A. Levin y A. Lindsay  | 4:21     |  |
| 7.  | «Dulce pesadilla» (Beautiful nightmare) | Jason Hart y Ana Torroja           | 4:07     |  |
| 8.  | «Nana»                                  | Luis Barbería                      | 3:14     |  |
| 9.  | «Pequeña rosa»                          | Ana Torroja y Jason Hart           | 3:58     |  |
| 10. | «Cachitos de un sueño»                  | Jason Hart, Yago y Ana Torroja     | 5:00     |  |
| 11. | «Dentro de mi»                          | Ana Torroja y Jason Hart           | 5:31     |  |
| 12. | «Una canción de amor»                   | Txetxo Bengoetxea                  | 4:21     |  |
| 13. | «Ya no te quiero» (Vídeo)               |                                    | 3:50     |  |

- Maxi singles y remixes oficiales:

|     |                                                 |          |  |  |  |  |  |  |  |  |
| N.º | Título                                          | Duración |  |  |  |  |  |  |  |  |
| 14. | «Ya no te quiero» (Pumpin' dolls radio edit)    | 3:40     |  |  |  |  |  |  |  |  |
| 15. | «Ya no te quiero» (Pumpin' dolls garage anthem) | 9:33     |  |  |  |  |  |  |  |  |
| 16. | «Cachitos de un sueño» (XTM radio remix)        | 4:10     |  |  |  |  |  |  |  |  |
| 17. | «Cachitos de un sueño» (XTM extended remix)     | 7:07     |  |  |  |  |  |  |  |  |

## Posiciones
| País   | Posición |
| ------ | -------- |
| España | 16       |

| País   | Certificación    | Ventas          |
| ------ | ---------------- | --------------- |
| España | Disco de Platino | +100.000 copias |